# Fideo
Los fideos son un tipo de pasta con forma alargada. Los fideos pueden ser cortos, como el şehriye o el cabello de ángel, o bien largos y gruesos como los pici o los soba, igualmente largos pero más finos como los spaghetti, o extremadamente finos como los fideos de cristal. En todas sus presentaciones y formas, los fideos se preparan con algún tipo de harina (de trigo, de arroz, de soya, de legumbres, etc.) sin leudar.
Los fideos se preparan en muchas gastronomías del mundo, pero principalmente en las cocinas de Asia Oriental y en las cocinas mediterráneas. Unos fideos fosilizados encontrados en la provincia china de Chingai de hace cuatro mil años se consideran los más antiguos del mundo, por lo que las investigaciones apuntan a que las primeras tipologías de fideos fueron desarrolladas en el Neolítico de China.
Los fideos se presentan frescos o secos, y son la base de multitud de platos. Merecen especial mención las sopas de fideos, extendidas a prácticamente todas las culturas del mundo.

## Etimología
«Fideos» es una palabra de origen mozárabe, que a su vez proviene del árabe andalusí فِدَاوِش (fidāwiš), mismo significado. Antiguamente, en España los fideos eran conocidos como «aletrías», del andalusí الإِطْرِيَّة (al-ʾitriyya), término que hoy ya ha desaparecido en toda la península excepto en la Región de Murcia. Del español fideos proviene el término quechua fidiyu.
El nombre en inglés, noodle, apareció en Inglaterra en el siglo XVIII y deriva del nombre en alemán, nudel. Está relacionado con el francés nouilles.

## Historia

### Fideos en China
En 2005, unos arqueólogos encontraron unos fideos de mijo en el sitio arqueológico de Lajia, en Qinghai, que tenían una edad de aproximadamente cuatro mil años, lo que los convierte en los fideos más antiguos encontrados hasta la fecha en todo el mundo. El grupo de fideos (del tamaño de un puño) sobrevivió al paso del tiempo porque habían quedado sellados por un cuenco, lo cual bloqueaba la entrada de aire. La primera referencia escrita a los fideos data de la Dinastía Han, entre el año 25 a. C. y 220 d. C.

### Cuenca mediterránea y Occidente
El origen y el desarrollo de los fideos chinos es parecido a lo que se dio, de manera independiente y no relacionada entre sí, en diferentes partes de Eurasia, en lugares como Oriente Medio o, en Occidente, en lugares como Italia, donde la pasta tiene su origen en el lagănum de época romana, y fueron generadas de manera paralela, independiente y diferente respecto a las asiáticas. La forma italiana de elaborar fideos a base de harina de trigo duro, así como sus técnicas y sus recetas, son las que se han extendido primero por Europa, luego América y resto del mundo.

### En Japón y Corea
Los fideos de trigo en Japón (udon) fueron adaptados a partir de una receta china por un monje budista ya en el siglo IX. Las innovaciones continuaron, como por ejemplo los fideos hechos de kudzu (naengmyeon), que se desarrollaron en la dinastía Joseon de Corea (1392-1897). Los fideos ramen, basados en los fideos chinos, se popularizaron en Japón a partir de 1900.

### Asia Central
Los pueblos túrquicos comían fideos erishte en el siglo XIII.

### Asia occidental
El ash reshteh (fideos en una sopa espesa con hierbas) es uno de los platos más populares en algunos países del Medio Oriente como Irán, que fue traído a través de los turcomongoles. Otros fideos parecidos, como los reshteh, se comían en Persia en el siglo XIII.

### Europa

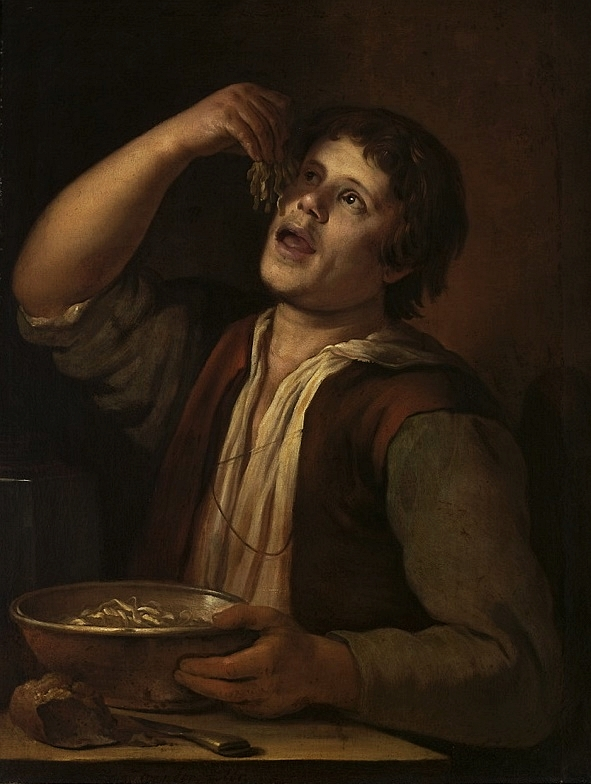
Cuadro de Jan Vermeer (1630), sobre un hombre comiendo noodles.

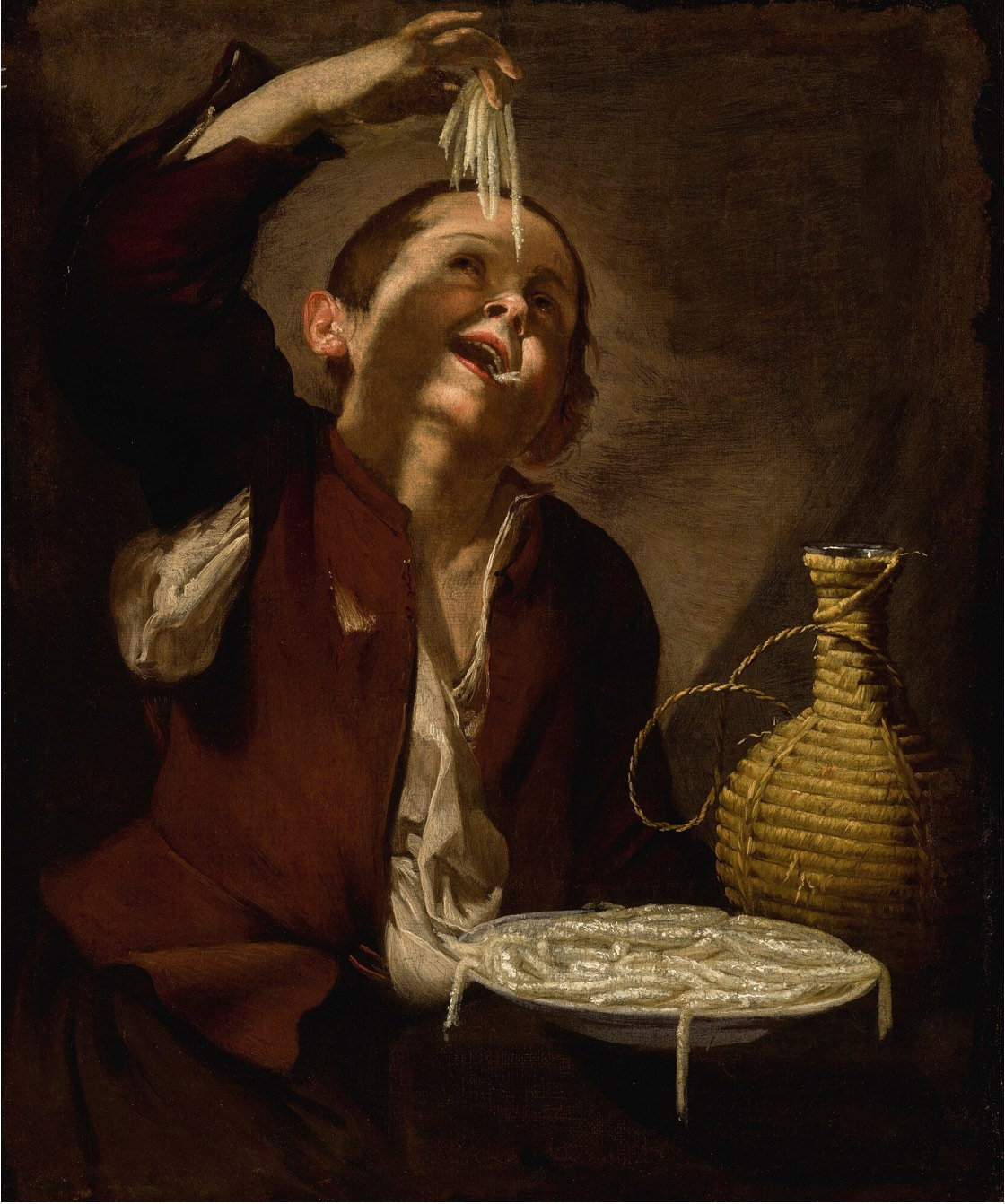
"Paisano comiendo pasta", obra de Maître de l’Annonciation aux Bergers, hacia 1650.

En el siglo I a. C., Horacio, escribió sobre tiras de masa fresca fritas o puestas a cocer directamente en guisos vegetales, llamadas laganæ. Sin embargo, el método de cocción no corresponde a la definición actual de producto de pasta fresca o seca.

#### Italia
Las primeras informaciones concretas sobre los productos a base de pasta en Italia se remontan a la civilización etrusca, con formatos parecidos a los actuales testaroli, y luego a la civilización romana, con el lagănum (lámina de lasaña) y las laganæ (tiras de lasaña). Estas antiguas hojas de pasta adquirieron posteriormente otras formas - como la de los fideos - en el curso de la Edad Media, y principalmente entre el siglo XII y el siglo XIII; y empezaron a ser cocidas casi solo en agua hirviendo y, en algunos casos, a ser secadas, especialmente a partir de la institución del Emirato de Sicilia en el siglo X, a través de las técnicas de desecamiento adquiridas de los sarracenos. En la obra geográfica Kitab Ruyar («El libro de Roger»), en 1154, el cartógrafo Al-Idrisi, hablando del Reino de Sicilia, describe que, en Trabia, a 29 kilómetros de Palermo, hay molinos donde se fabrica pasta hilada y moldeada manualmente que era exportada a otros mercados del Mediterráneo. Existe una popular leyenda en la que se adjudica la introducción de los fideos en Italia a Marco Polo, diciendo que los trajo a su vuelta de uno de sus viajes a China, en 1271; sin embargo, esta leyenda (surgida en los Estados Unidos durante la década de 1930), no coincide de ninguna manera con la realidad histórica, dado que la presencia de los fideos en Italia - así como la de la pasta en general - está ampliamente documentada desde antes que el mismo Polo naciera, y por ende la leyenda en cuestión ha sido refutada por los historiadores, los cuales coinciden en que estas tipologias de pastas alimenticias fueron generadas de manera paralela, independiente y diferente, en varios lugares de Eurasia, sin que una sea derivada de otra, tratandose de alimentos distintos y no relacionados entre sí.

#### Alemania
En Alemania, documentos que datan de 1725, mencionan el spätzle. Se cree que las ilustraciones medievales sitúan este fideo en una fecha incluso anterior.

#### El antiguo Israel y la diáspora
La palabra latinizada itrium se refería a una masa hervida.  Los árabes adaptaron los fideos para viajes largos en el siglo V, denominando esta preparación itriyya. La itriyya también era conocida por los judíos persas durante el dominio persa temprano (cuando hablaban arameo) y durante el dominio islámico. Se refería a una pequeña sopa de fideos, de origen griego, preparada retorciendo trozos de masa amasada para darles forma, asemejándose al orzo italiano.

#### Judíos polacos
Zacierki es un tipo de fideo que se encuentra en la cocina judía polaca. Formaba parte de las raciones distribuidas por los nazis a las víctimas judías en el gueto de Lodz (de los "guetos principales", Lodz fue el más afectado por el hambre, la inanición y las muertes relacionadas con la desnutrición). El diario de una joven judía de Lodz relata una pelea que tuvo con su padre por una cucharada de zacierki, sacado del el escaso suministro de la familia de 200 gramos por semana.

## Elaboración manual

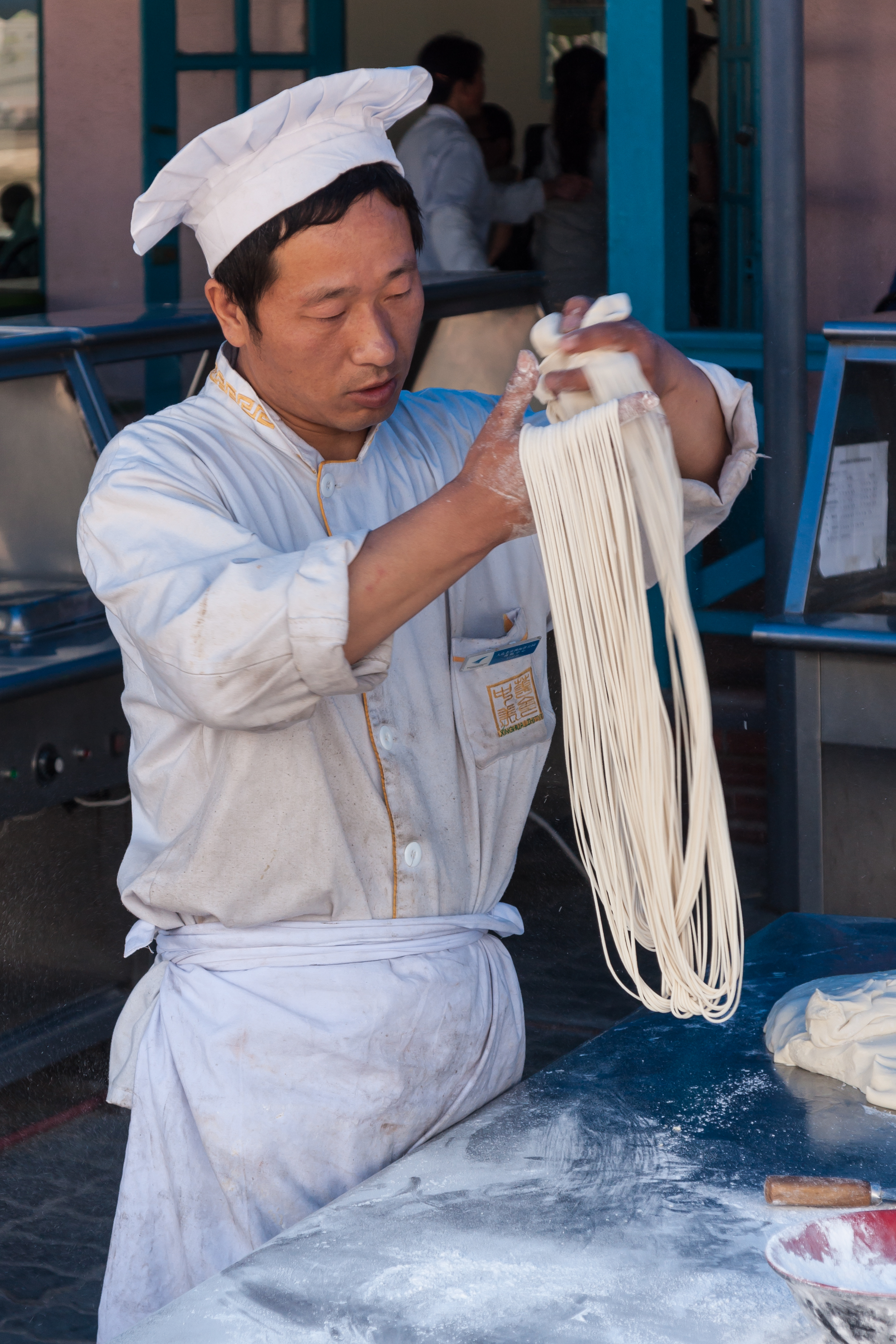
Elaboración tradicional de fideos mediante estiramiento manual (lāmiàn) en Dalian (China).

Entre los diferentes métodos de preparación manual de pasta fresca se puede citar:
- estirado a mano, como el famosísimo lāmiàn de Lanzhou, en China;
- doblado varias veces y luego cortado con un cuchillo, como el soba, en Japón;
- pasta preparada, colocada en un recipiente con agujeros empujándola directamente al agua hirviendo;
- en masa espesa, cortada con un movimiento o con un cuchillo, luego echada en agua de cocción hirviendo, como el daoxiao mian de Shaanxi, China.

## Tipos de fideos

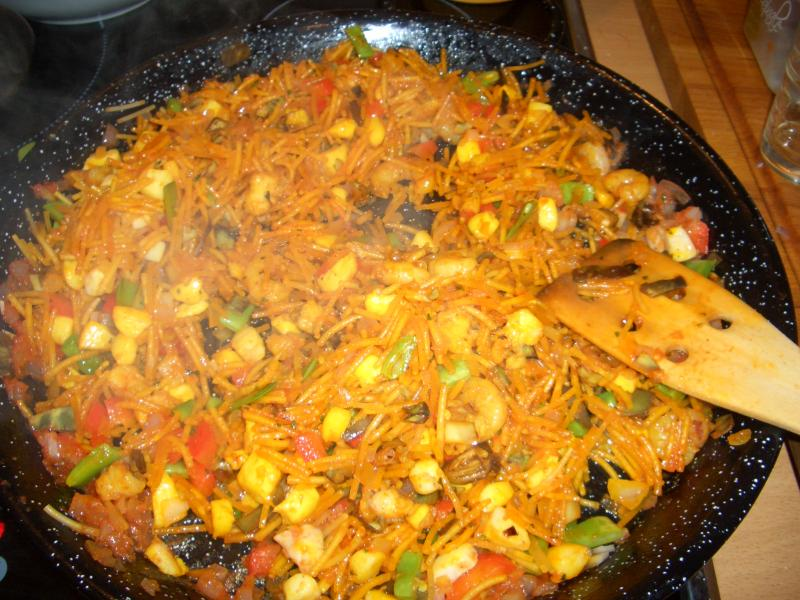
Plato de fideos con varios ingredientes

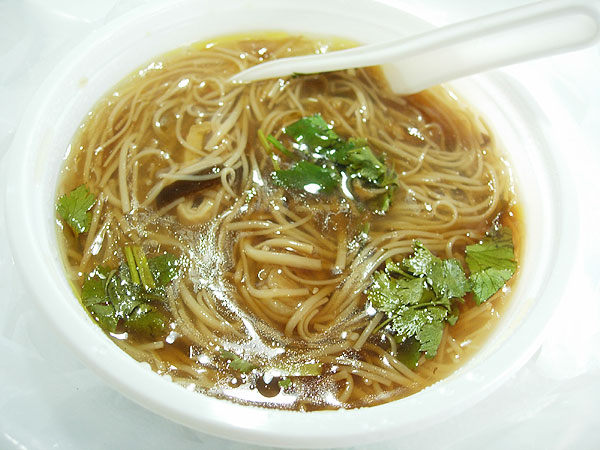
Sopa de fideos de Taiwán

### Fideos de harina de trigo
- Mee pok (麪薄) — son planos, fideos amarillos chinos, muy populares en el sudeste de Asia.
- Lamian (拉麵) — fideos estirados a mano.
- Chuka men (中華麺) — "fideos chinos" en japonés, empleados para el ramen, chanpon y yakisoba.

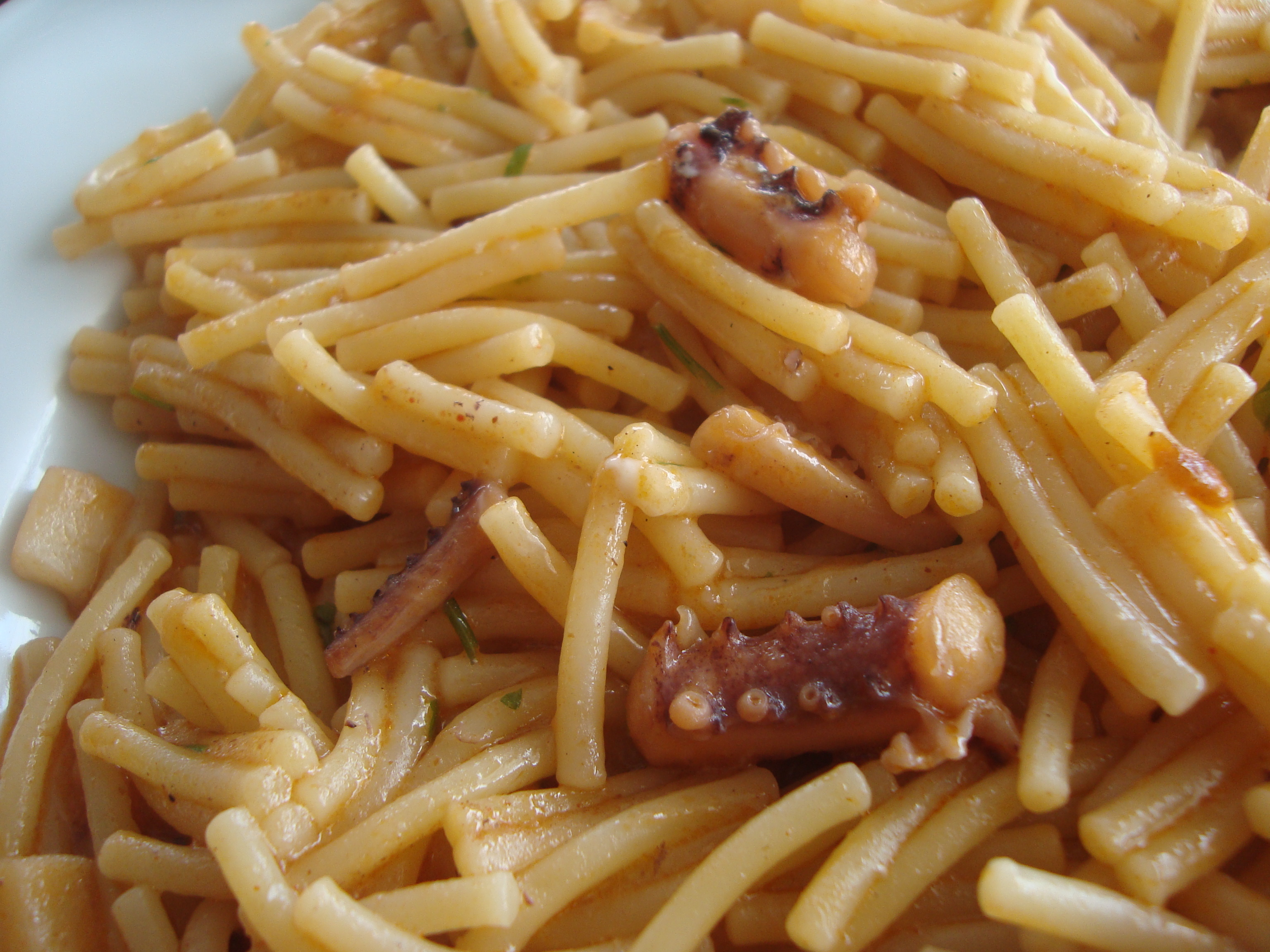
"Fideuà" con pulpo (Benicarló, España).

- "Fideuà" con pulpo (Benicarló, España).Udon (うどん) — fideos gruesos japoneses.
- Sōmen (そうめん) — finísimos fideos japoneses.
- La fideuá valenciana.
- Spaghetti - fideos italianos elaborados con harina de trigo duro y agua.

### Fideos de harina y huevo
Empleados generalmente como una mezcla dehuevo y harina: 
- Fideos asiáticos de huevo — conocidos como ba mee (บะหมี่) en tailandés, son muy comunes en China y el sudeste de Asia y en Japón.
- Tagliatelle — fideos italianos elaborados con harina de trigo y huevo.
- Reshteh — fideos de Medio Oriente.

### Fideos de arroz
Los fideos de arroz se usan por ejemplo en:
- Vermicelli de arroz — finísimos fideos de arroz, conocidos como mǐfěn o been hoon (米粉) o sen mee (เส้นหมี่).
- Fideos planos de arroz — conocidos como héfěn o ho fun (河粉), kway teow o sen yai (เส้นใหญ่).
- Bánh phở (餅𬖾), fideos de arroz frescos y espesos que se utilizan en la popular sopa de fideos phở vietnamita
- Fideos de arroz planos o gruesos, también conocidos como shahe fen o ho fun (河粉), kway teow (粿條) o sen yai (เส้นใหญ่)
- Sevai, una variante de fideos de arroz común en el sur de la India.
- Putu mayam es un fideo de arroz indio
- Fideos mi xian y migan del suroeste de China
- Khanom chin es un fideo de arroz fermentado utilizado en la cocina tailandesa.

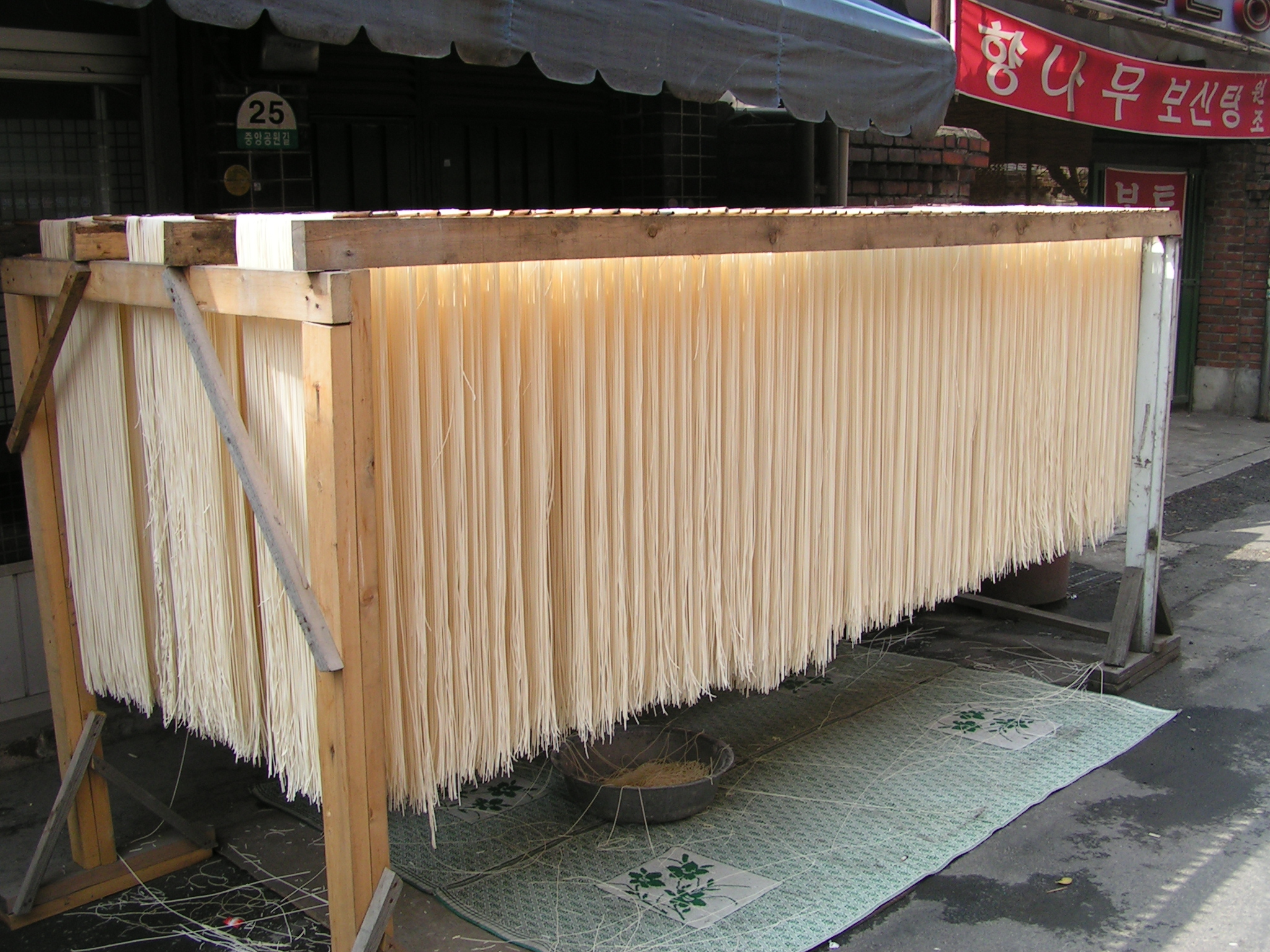
Elaboración de fideos en las calles de Seúl.

### Fideos de almidón
Estos fideos se elaboran con el almidón de los garbanzos verdes o patata:
- Fideo celofán — conocidos también como fideos de cristal, o alubias vermicelli. fěnsī (粉絲) en chino, harusame (春雨) en japonés, wun sen (วุ้นเส้น) en tailandés.

### Fideos de alforfón
Los fideos elaborados de harina de alforfón (trigo sarraceno) son:
- Soba (蕎麦) — fideos de alforfón japoneses.
- Naengmyeon — fideos coreanos elaborados de alforfón y almidón de batata.
- Makguksu (막국수): especialidad local de la provincia de Gangwon, en Corea del Sur.
- Pizzoccheri: tallarines italianos de trigo sarraceno típicos de Valtellina, generalmente servidos con salsa de queso fundido.

### Otros
- Los fideos de bellota, también conocidos como dotori guksu (도토리국수) en coreano, están hechos de harina de bellota, harina de trigo, germen de trigo y sal.
- Olchaeng-i guksu, que significa fideos de renacuajo, están hecho de sopa de maíz que se pasa por una máquina para hacer fideos directamente en agua fría. Fue nombrado por sus características. Estos fideos coreanos se comen principalmente en la provincia de Gangwon.
- Los fideos celofán se elaboran con judía mungo (Vigna radiata). También se pueden elaborar con almidón de patata, almidón de canna o varios almidones del mismo género.
- Chilk naengmyeon (칡 냉면): fideos coreanos elaborados con almidón de raíz de kudzu, conocido como kuzuko en japonés, masticables y semitransparentes.
- Fideos shirataki (しらたき): fideos japoneses hechos de konjac ("lengua del diablo").
- Fideos de algas marinas.
- Fideos rosas, también conocidos como "pink noodles" o "pinknus" acompañados de alcaparras.
- Mie jagung, fideos indonesios elaborados con almidón de maíz.
- Mie sagu, fideos indonesios elaborados con sagu.
- Mie singkong o mie mocaf, fideos indonesios elaborados con yuca.

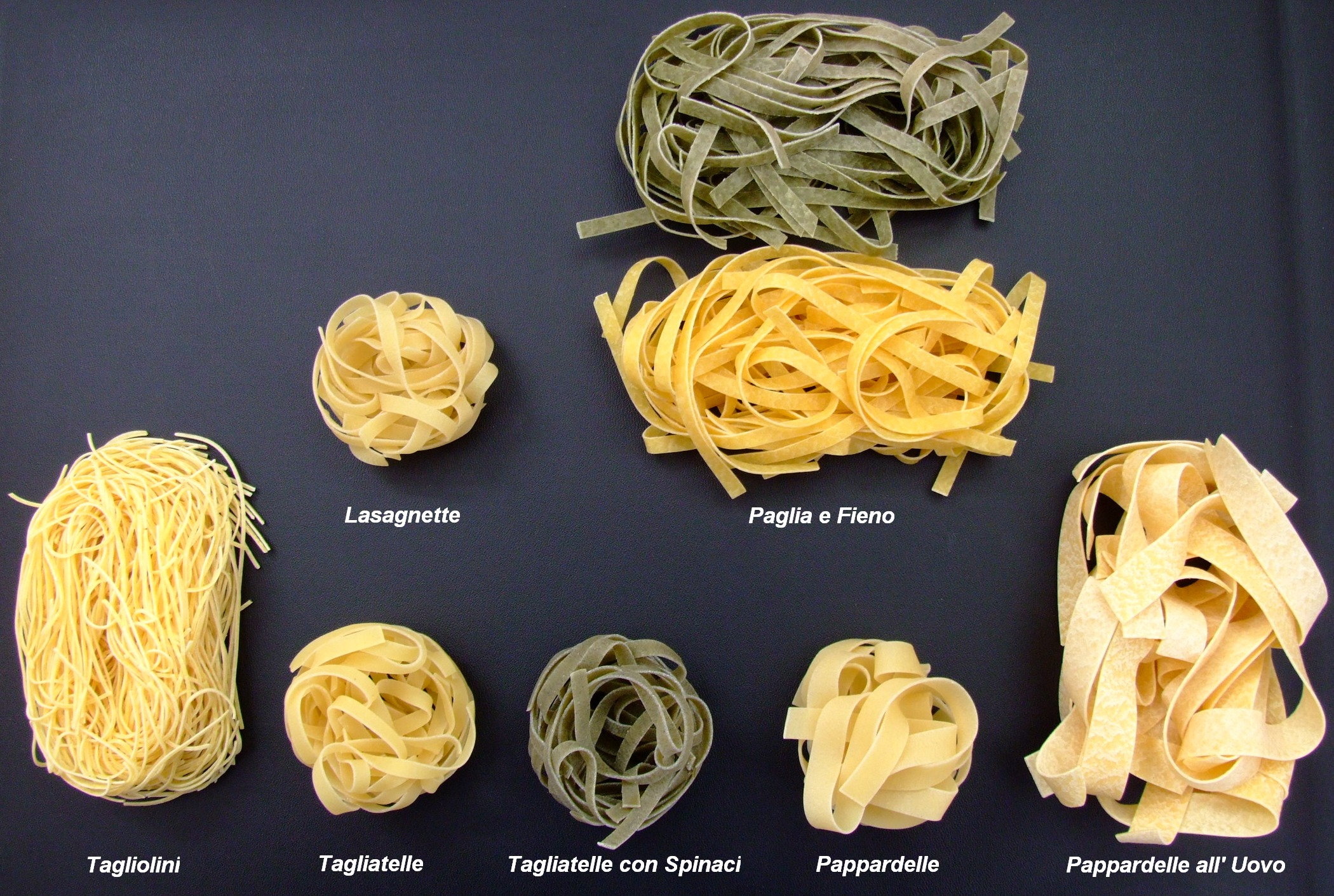
Pasta de huevo
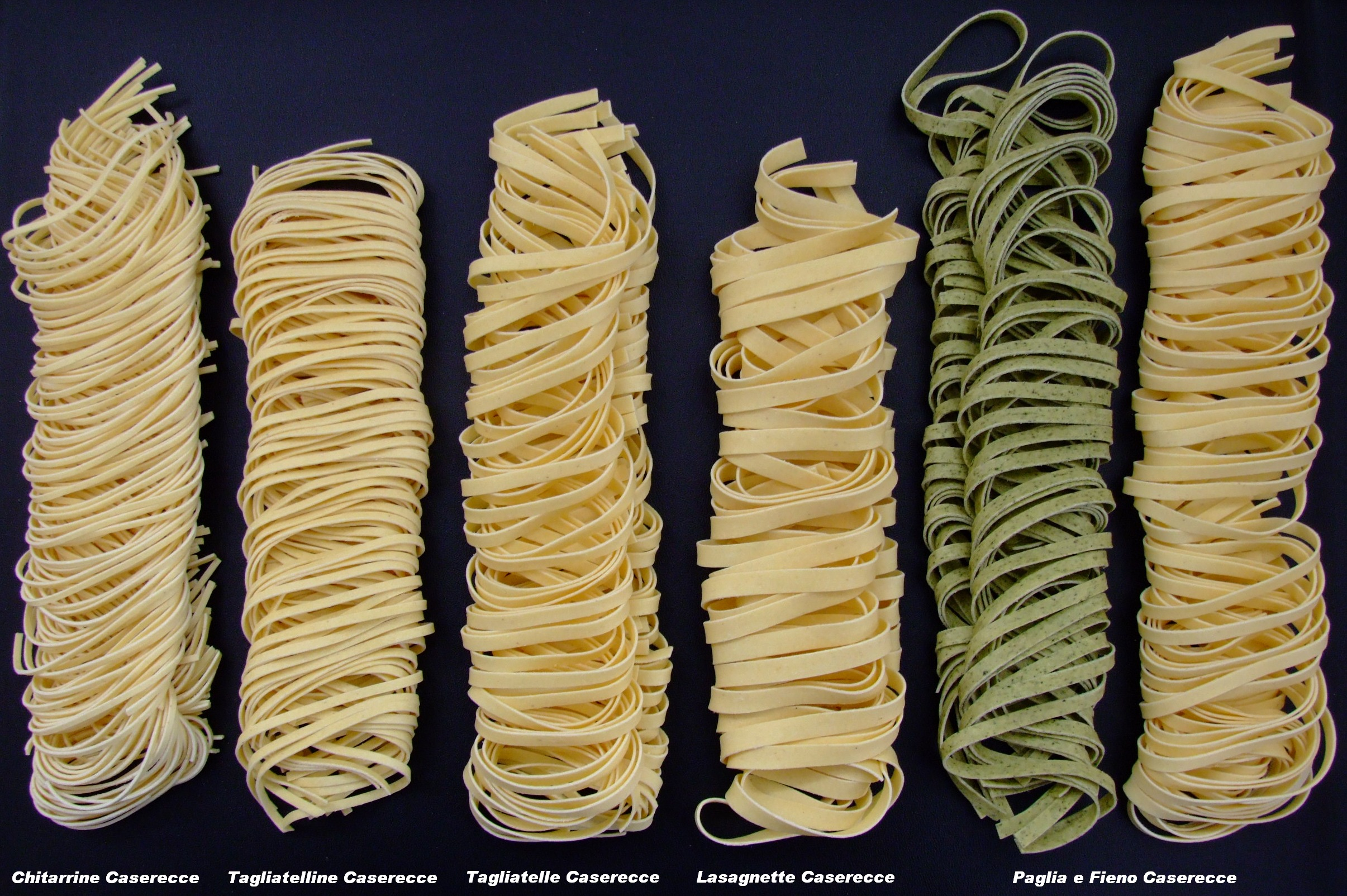
Pasta fresca
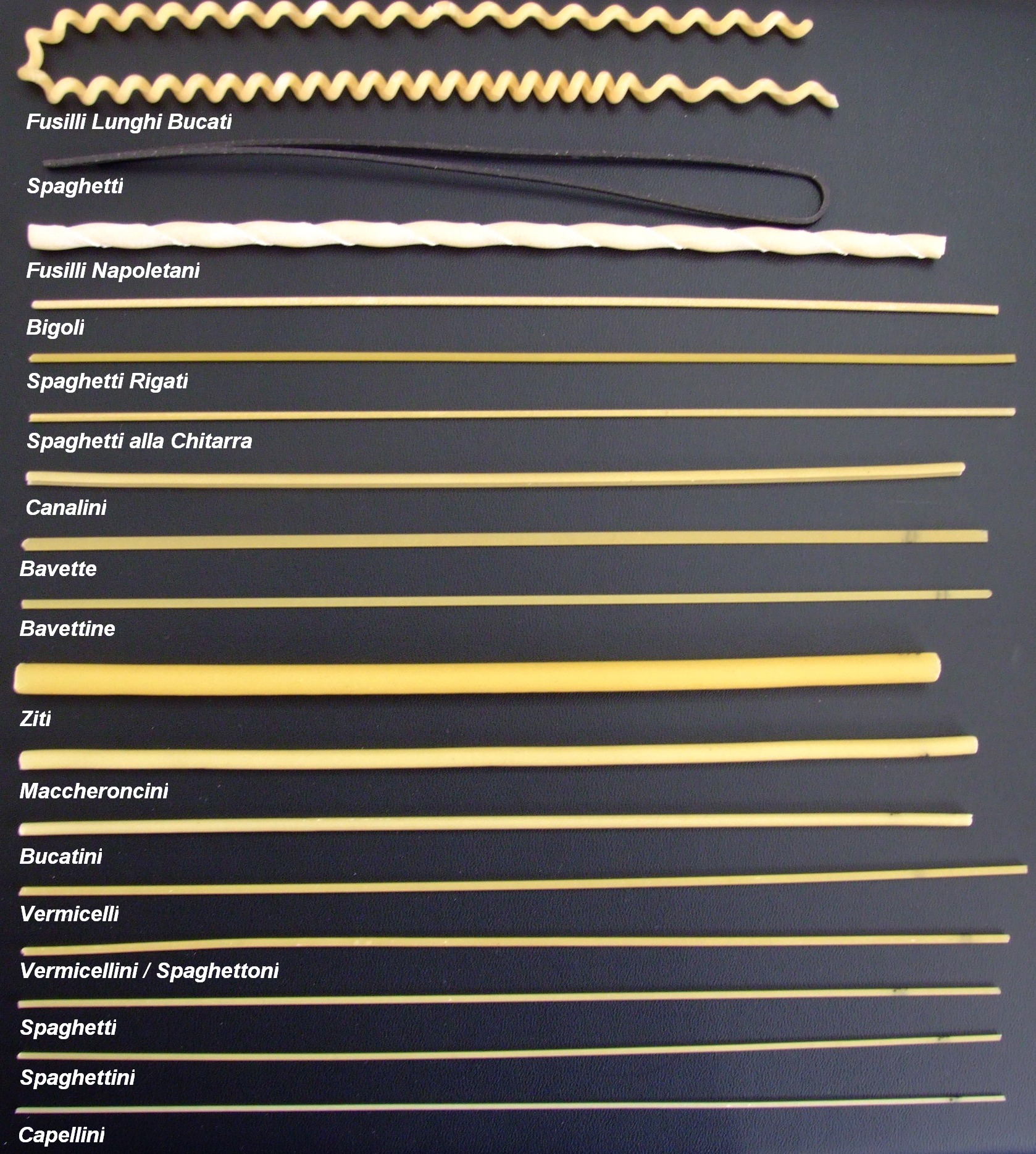
Pasta larga
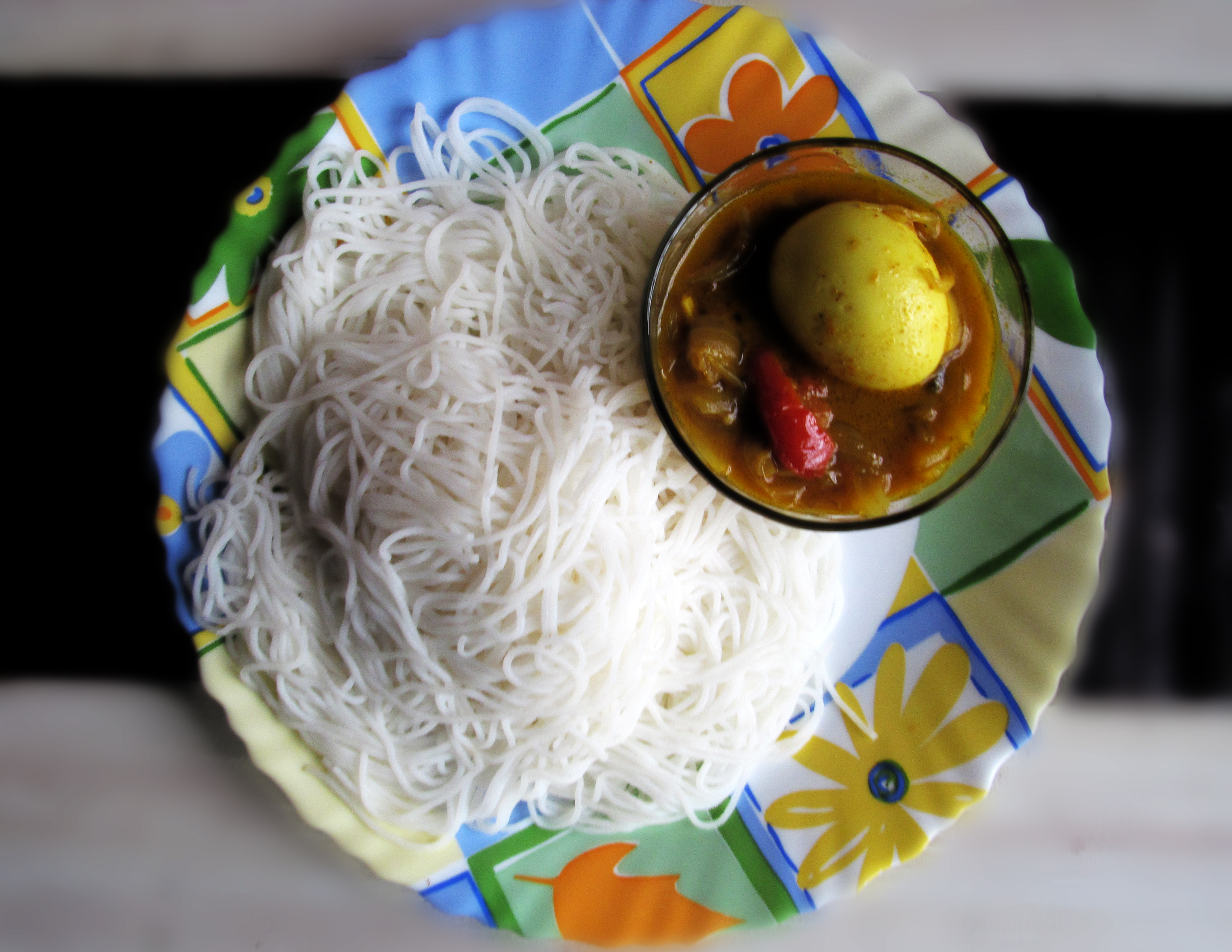
Fideos de arroz indios putu mayam.
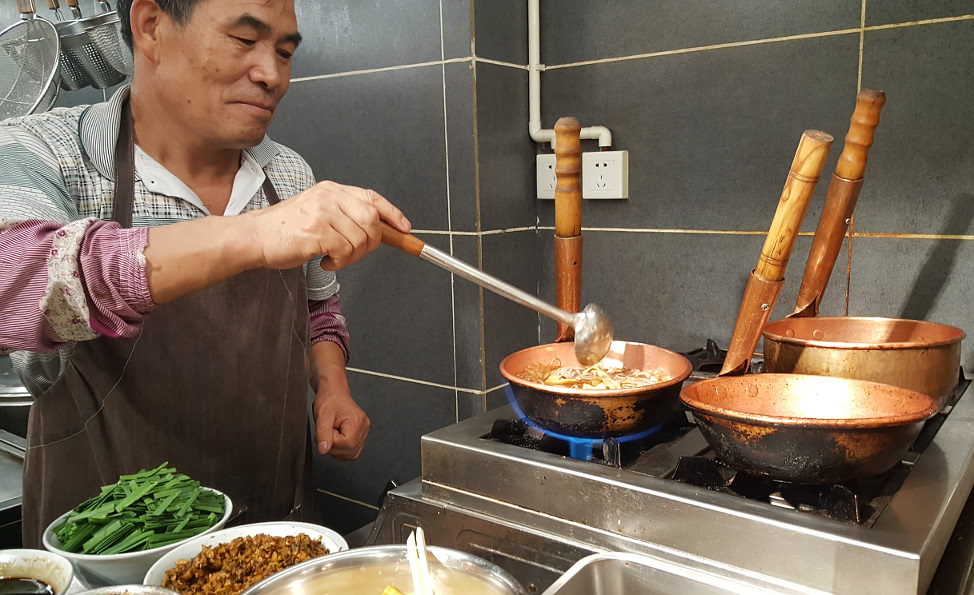
Fideos de arroz mi xian (米线)  cocinados en ollas de cobre (铜锅), China.
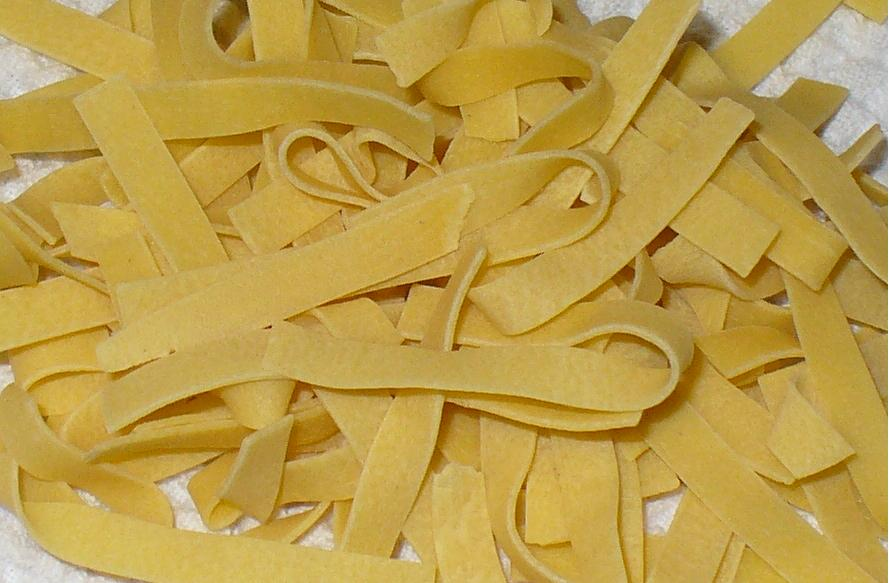
Fideos anchos sin cocer.
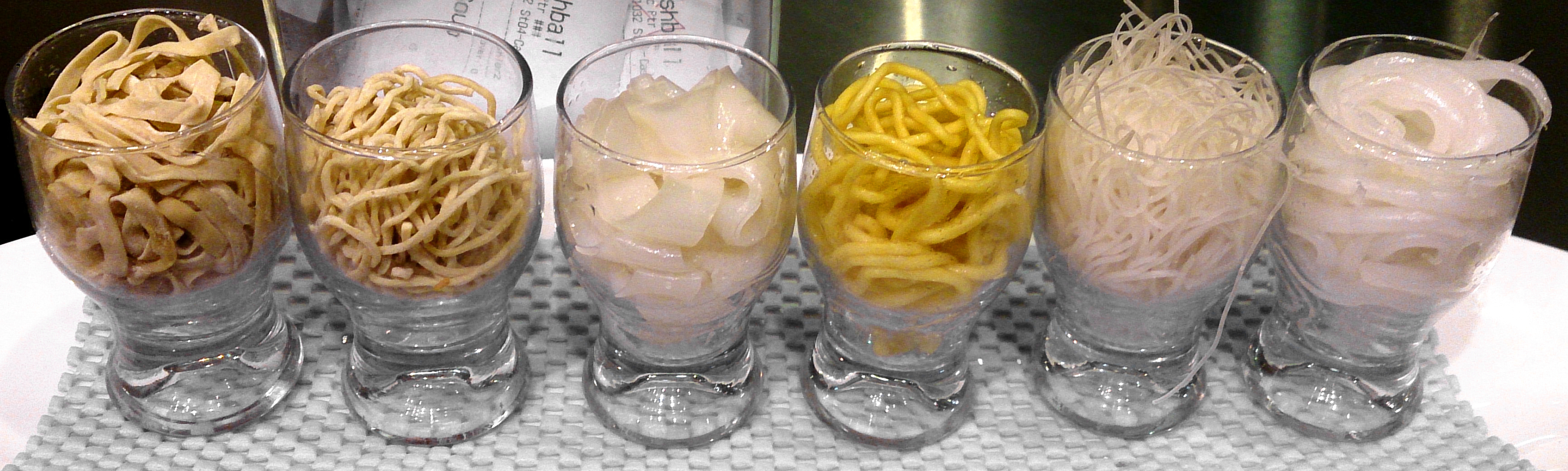
Algunos tipos comunes de noodles comunes en el sudeste de Asia.

## Uso culinario

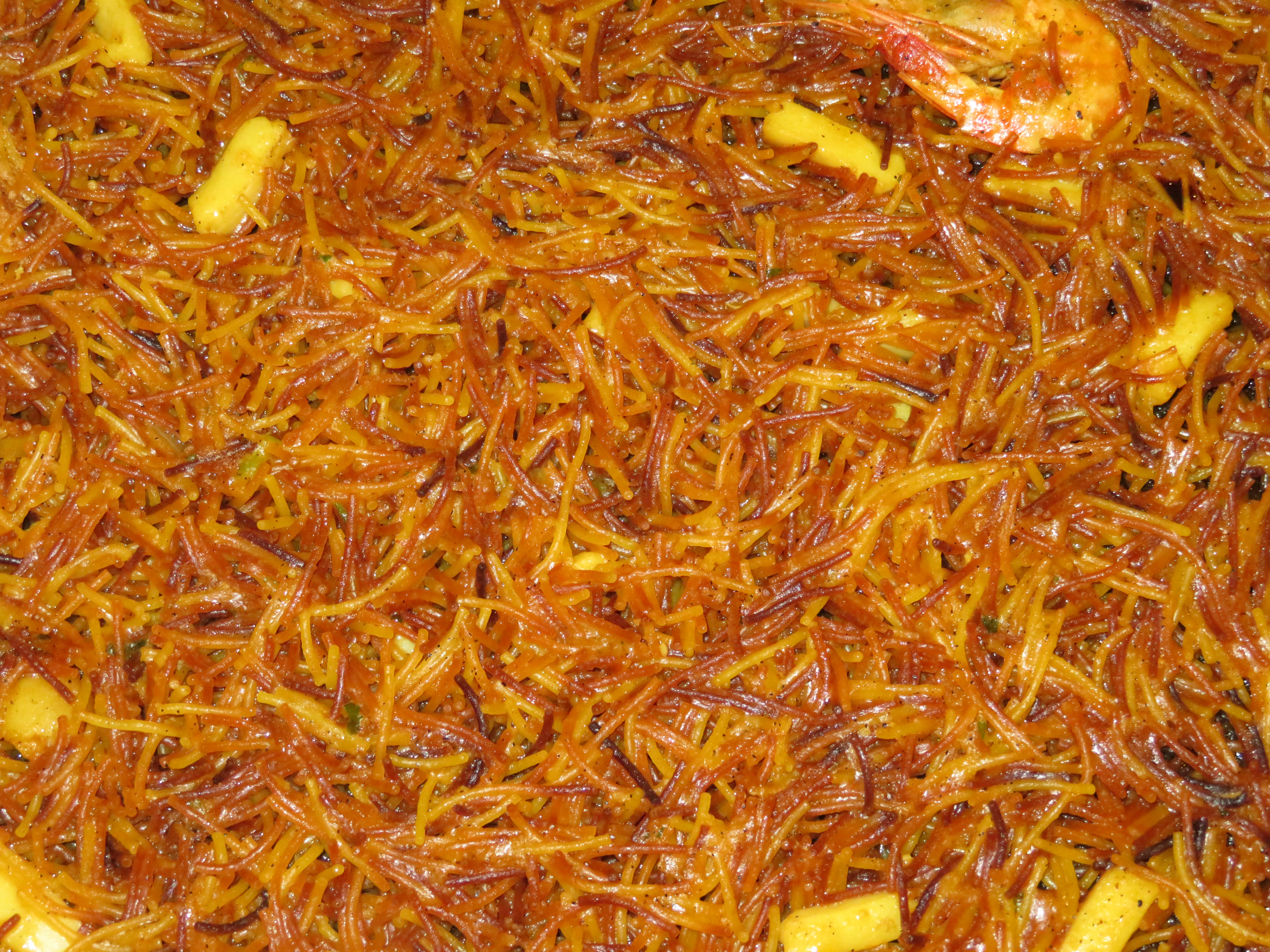
Fideuà rossejà de Les Cases (España)

Tipos de plato que incluye los fideos
- Fideos fritos — fideos elaborados de fideos cocidos en caldos de carne, moluscos o verduras y productos lácteos. Ejemplos típicos incluyen el chow mein, mee goreng, hokkien mee, yakisoba y el pad thai.
- Sopa de fideos — los fideos se sirven en caldo de carne. Ejemplos de esto son la: sopa de fideos en caldo de carne de ternera, la phở, el ramen, laksa, batchoy y saimin.
- Fideos fríos — en este caso se sirven como ensalada. Un ejemplo es la ensalada de fideos de cristal tailandesa yam woon sen. En Japón, los tradicionales fideos tales como el soba y sōmen, se sirven fríos con alguna salsa para mojar.
- Spätzle — fideos alemanes hechos de harina, huevo y sal. Se sirven con dulce o sal.
- Fideos fríos — fideos que se sirven fríos, a veces en una ensalada. Por ejemplo, en Tailandia, ensalada fría de fideos udon.

## Fideos en el arte

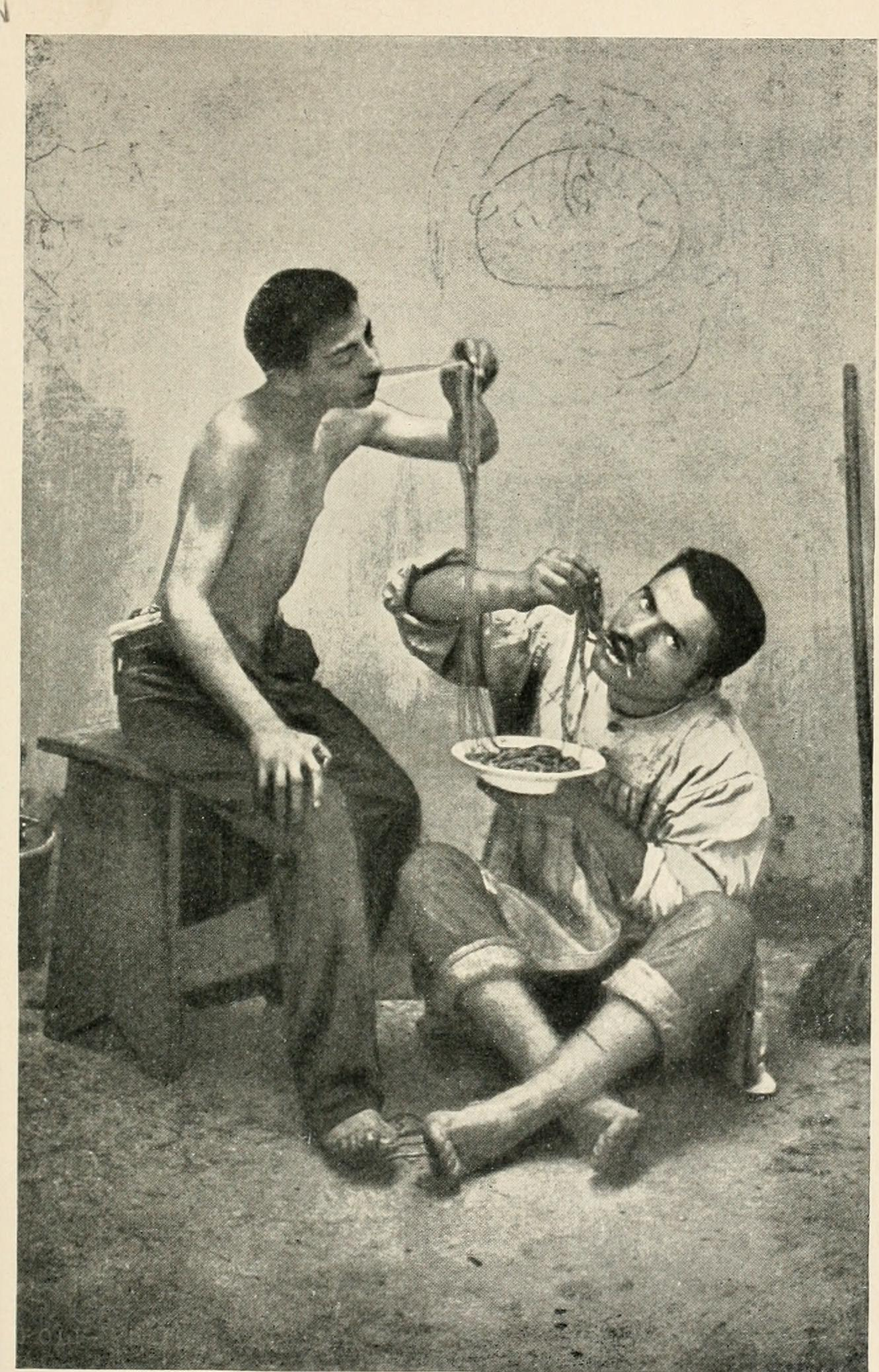
Dos personas comiendo pasta en Nápoles en 1902.

### Macaroni art
Comúnmente conocido en inglés como Macaroni art, fideos secos que pueden consistir en piezas individuales de pasta, generalmente de estilo italiano (a menudo de distintos tipos), pegados a una superficie para producir un mosaico, o puede tomar la forma de esculturas. Es también una forma común de ejercicios creativos en las escuelas.

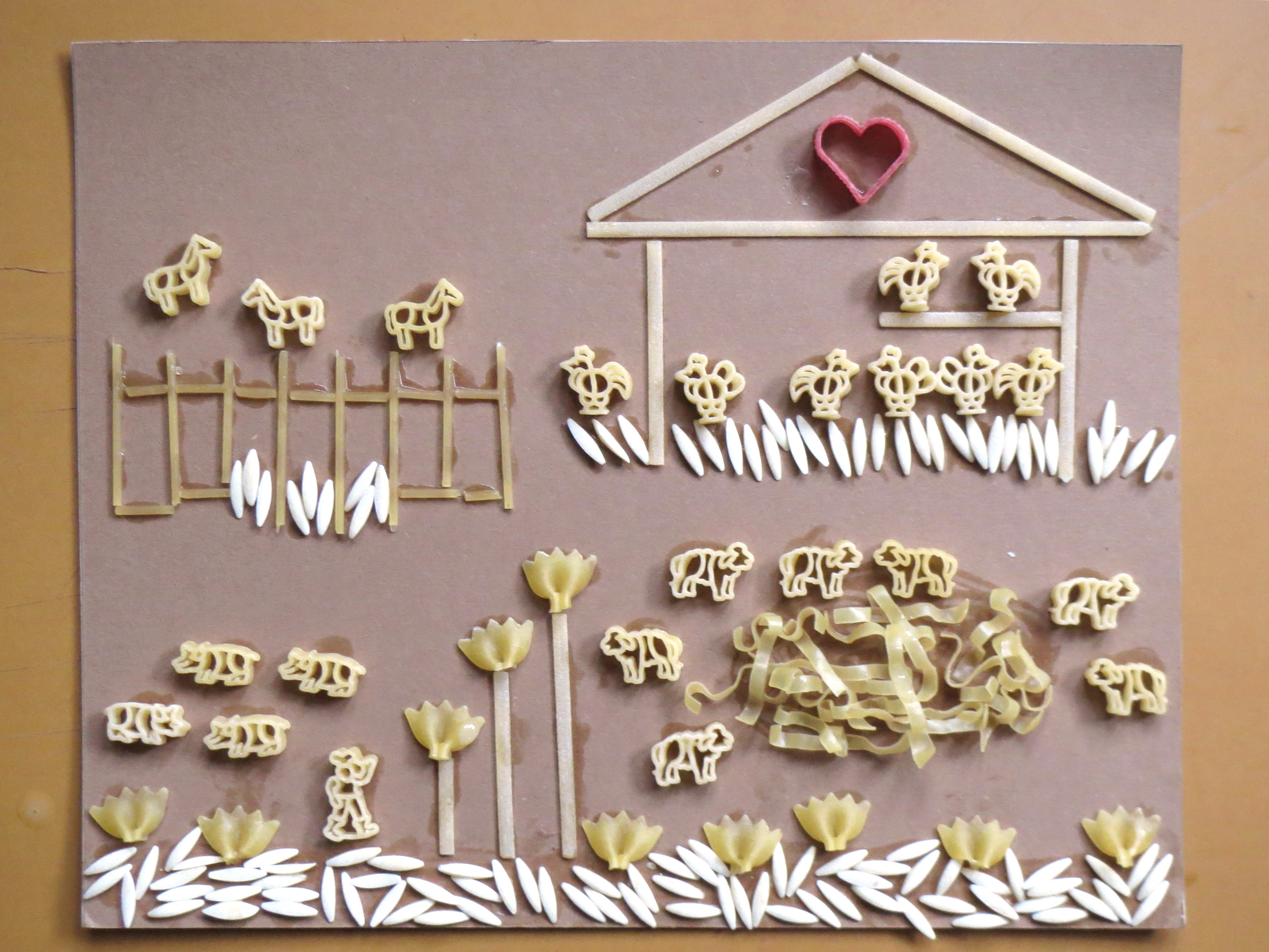
Ejemplo de macaroni art.